# Berlanga del Bierzo
Berlanga del Bierzo – gmina w Hiszpanii, w prowincji León, w Kastylii i León, o powierzchni 27,89 km². W 2011 roku gmina liczyła 401 mieszkańców.